# Nighttime Birds (álbum)
Nighttime Birds es el cuarto álbum de estudio de la banda neerlandesa de rock The Gathering, lanzado en 1997 por Century Media Records.

## Lista de canciones
1. "On Most Surfaces (Inuït)" – 6:55
2. "Confusion" – 6:33
3. "The May Song" – 3:44
4. "The Earth Is My Witness" – 5:31
5. "New Moon, Different Day" – 6:06
6. "Third Chance" – 5:25
7. "Kevin's Telescope" – 3:23
8. "Nighttime Birds" – 7:02
9. "Shrink" – 4:02

## Lista de canciones, versión de dos discos de 2007
CD1:
1. "On Most Surfaces (Inuït)"
2. "Confusion"
3. "The May Song"
4. "The Earth Is My Witness"
5. "New Moon, Different Day"
6. "Third Chance"
7. "Kevin's Telescope"
8. "Nighttime Birds"
9. "Shrink"
10. "The May Song (Radio Edit)"
11. "The Earth Is My Witness (Edit)"
12. "Confusion (Live In Krakow)"
13. "The May Song (Live In Krakow)"
14. "New Moon, Different Day (Live In Krakow)"
15. "Adrenaline (Live In Krakow)"

Temas 10 and 11 tomados del EP "The May Song". Temas 12-15 tomados del DVD "In Motion".
CD2:
1. "New Moon, Different Day"
2. "Kevin's Telescope (Instrumental)"
3. "Shrink"
4. "The Earth Is My Witness"
5. "Diamond Box (Instrumental)"
6. "Nighttime Birds"
7. "On Most Surfaces"
8. "Hjelmar's (Instrumental)"
9. "In Power We Entrust The Love Advocated (Dead Can Dance cover)"
10. "When The Sun Hits (Slowdive cover)"
11. "Confusion (Demo/Eroc session)"
12. "Shrink (Alternative version)"
13. "Adrenaline"
14. "Third Chance (Alternative version)"

Temas 1-8 de la sesión demo Eroc para "Nighttime Birds", noviembre de 1996. Temas 9-11 tomados del EP "Kevin's Telescope". Tema 12 tomado del single "Liberty Bell". Temas 13 y 14 tomados del EP "Adrenaline/Leaves". El tema 8 contiene una cita de la película Willy Wonka y la fábrica de chocolate.
- Datos: Q1989816